# Publius Taruttienus Paternus
Publius Taruttienus Paternus (auch Tarruntenus Paternus) war ein römischer Ritter, der im 2. Jahrhundert lebte. Unter dem Kaiser Mark Aurel absolvierte er eine bemerkenswerte juristische und militärische Karriere, die mit seiner Aufnahme in den Senat und das im Rang als Konsular vervollständigt wurde. Er wurde 182, zwei Jahre nach dem Herrschaftsantritt des Commodus, wegen angeblichen  Hochverrats angeklagt und später hingerichtet.

## Juristische und militärische Laufbahn
Um das Jahr 170 diente er dem im römischen Rechtswesen sehr involvierten Mark Aurel als dessen Kanzleileiter (ab epistulis Latinis), wo er für die Abfassung von dienstlichen Mitteilungen zuständig war. Im folgenden Jahr war er als Heerführer bei dem verbündeten Volksstamm der Cotini im ersten Markomannenkrieg eingesetzt. Er stieg zum zweiten Prätorianerpräfekten auf und war im Jahr 177 Mitglied des zwölfköpfigen, kaiserlichen Konsiliums (consilium), das den Kaiser in Rechtsangelegenheiten zu beraten hatte. Als Mitglied dieses Gremiums erscheint er als einer der Zeugen auf der tabula Banasitana, die die Bürgerrechtsverleihung an eine Familie der Provinz Mauretania Tingitana beurkundet. Durch seine Verdienste genoss er offenbar das besondere Vertrauen des Kaisers. Aufgestiegen in den Rang des ersten Prätorianerpräfekts, bescherte Publius Taruttienus Paternus als Feldherr im zweiten Markomannenkrieg diesem einen militärischen Triumph.
Das Amt des ersten Prätorianerpräfekten bekleidete Publius Taruttienus Paternus auch nach der Machtübernahme des Commodus, der an den Regierungsgeschäften und an der Rechtsprechung völlig desinteressiert war. Hier wurde ihm Tigidius Perennis als zweiter Prätorianerpräfekt zur Seite gestellt. Dieser intrigierte und denunzierte, um vermutlich das eigene persönliche Vorankommen zu beschleunigen, neben mehreren Senatoren, auch seinen vorgesetzten Amtskollegen der Beteiligung an einer Verschwörung. Publius Taruttienus Paternus wurde, nachdem er von Commodus in den Senatorenstand der höchsten Rangklasse erhoben und somit seiner ritterlichen Ämter enthoben worden war, angeklagt und vermutlich im Jahr 182 hingerichtet.

## Juristische Qualifikation
Über die juristische Ausbildung des Publius Taruttienus Paternus ist wenig bekannt. Ein literarisches  Werk von ihm ist unter der Abfassung De re militari überliefert. Die Abhandlung wurde aber vermutlich in seinem Auftrag von einem anonymen Schriftsteller verfasst. Als gesichert ist anzunehmen, dass Mark Aurel sich bei seiner Rechtsprechung auf dessen juristischen Kenntnisse gestützt hatte. Die neuere Forschung hält es für möglich, dass auf der Mark-Aurel-Säule, links neben dem zu Gericht sitzenden Kaiser, der Präfekt Publius Taruttienus Paternus verewigt ist.